# Ángel Fernández Collado

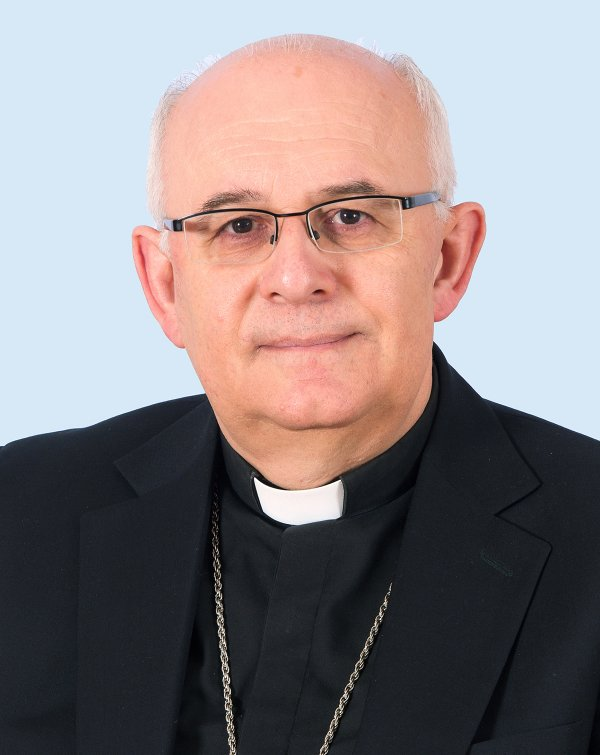
Ángel Fernández Collado

Wappen von Ángel Fernández Collado als Weihbischof

Ángel Fernández Collado (* 30. Mai 1952 in Los Cerralbos, Kastilien-La Mancha) ist ein spanischer Geistlicher und emeritierter römisch-katholischer Bischof von Albacete.

## Leben
Ángel Fernández Collado studierte am Diözesanseminar in Toledo und empfing am 10. Juli 1977 durch den Erzbischof von Toledo, Marcelo Kardinal González Martín, das Sakrament der Priesterweihe. Nach seelsorglicher Tätigkeit in zwei Pfarreien in Toledo ging er zu weiteren Studien nach Rom, wo er an der Päpstlichen Universität Gregoriana im Fach Kirchengeschichte promoviert wurde. Nach verschiedenen Lehrtätigkeiten und Aufgaben in der Bistumsverwaltung, u. a. als Postulator für die Selig- und Heiligsprechungsprozesse des Erzbistums, wurde er 2010 Generalvikar.
Am 28. Juni 2013 ernannte ihn Papst Franziskus zum Titularbischof von Iliturgi und zum Weihbischof in Toledo. Die Bischofsweihe spendete ihm der Erzbischof von Toledo, Braulio Rodríguez Plaza, am 15. September desselben Jahres. Mitkonsekratoren waren Alterzbischof Marcelo Kardinal González Martín und dessen Nachfolger in Toledo, der Kardinalpräfekt der Kongregation für den Gottesdienst und die Sakramentenordnung, Antonio Cañizares Llovera.
Papst Franziskus ernannte ihn am 25. September 2018 zum Bischof von Albacete. Die Amtseinführung fand am 17. November desselben Jahres statt.
Am 9. April 2024 nahm Papst Franziskus seinen vorzeitigen Rücktritt an. Als Grund für den Amtsverzicht mit 71 Jahren gab Fernández gesundheitliche Gründe an.